# ساموئل پیلافیان
ساموئل پیلافیان ( انگلیسی: Samuel Pilafian; ۲۹ اکتبر ۱۹۴۹ – ۵ آوریل ۲۰۱۹) موسیقی‌دان، نوازنده ساز توبا و استاد دانشگاه ارمنی‌تبار اهل ایالات متحده آمریکا بود. وی بین سال های ۱۹۷۰ تا ۲۰۱۹ مشغول فعالیت بود.

## زندگی‌نامه
وی در ۲۹ اکتبر ۱۹۴۹ در میامی به دنیا آمد و از کالج دارتموث فارغ‌التحصیل گشت. 
وی در ۵ آوریل ۲۰۱۹ در سن ۶۹ سالگی در تمپی، آریزونا درگذشت.
پیلافیان در کمپ ملی موسیقی در اینترلوکن، میشیگان شرکت کرد و دومین نوازنده توبا بود که در مسابقه کنسرتو برنده شد. از طریق اجرای خود در اینترلوکن، او بورسیه‌هایی برای تحصیل در کالج دارتموث و مرکز موسیقی تنگلوود دریافت کرد. لئونارد برنستاین، پیلافیان را برای اجرای نخستین اجرای جهانی “مس” خود در افتتاحیه مرکز هنرهای نمایشی جان اف. کندی انتخاب کرد. او در سال ۱۹۷۲ مدرک کارشناسی موسیقی خود را از دانشگاه میامی دریافت کرد.
از آن زمان، پیلافیان بارها در کنسرت‌ها و ضبط‌های بین‌المللی اجرا کرد. او گروه امپایر براس را تأسیس کرد و در موزیکال‌های برادوی “دکتر جاز” و “هیاهوی بسیار برای هیچ” اجرا کرد. او همچنین از سال ۲۰۱۳ تا ۲۰۱۹ با گروه بوستون براس همکاری داشت.
فعالیت‌های اجرایی و آموزشی
سام پیلافیان علاوه بر اجراهای حرفه‌ای در گروه‌های معتبر مانند امپایر براس و بوستون براس، در زمینه آموزش موسیقی نیز فعالیت داشت. او در دانشگاه‌های مختلف از جمله دانشگاه ایالتی آریزونا به عنوان استاد موسیقی تدریس کرد. سبک تدریس او به دلیل تمرکز بر تکنیک‌های پیشرفته و خلاقیت در نوازندگی، مورد توجه دانشجویان و موسیقیدانان قرار گرفت.
همکاری‌های موسیقایی
پیلافیان با هنرمندان برجسته‌ای از ژانرهای مختلف همکاری کرد و در ضبط‌های موسیقی با گروه‌های مشهوری همچون دوک الینگتون و پینک فلوید مشارکت داشت. این همکاری‌ها باعث شد سبک نوازندگی او تأثیر زیادی بر دنیای موسیقی بگذارد.

## دیسکوگرافی
- نور مسافرتی ، تلارک، ۱۹۹۱
- ساخت هورا ، ۱۹۹۳
- ذوب شدن ، ۱۹۹۸
- ادراک ، ۱۹۹۸ با همکاری یوجین اندرسون، تیموتی راسل، تیموتی موریسون و ارکستر سمفونی دانشگاه ایالتی آریزونا
- سیم‌کشی مجدد ، ۲۰۱۵، بوستون براس
- یادآوری ، ۲۰۱۶، بوستون براس
- هدایای ساده ، ۲۰۱۸. بوستون براس